# Koszykówka 3×3 na Letnich Igrzyskach Olimpijskich 2024 – turniej kobiet
Turniej kobiet w koszykówce 3x3 na Letnich Igrzyskach Olimpijskich 2024 odbędzie się w dniach 30 lipca – 5 sierpnia 2024. Mistrzostwa olimpijskiego broni reprezentacja Stanów Zjednoczonych. Spotkania rozgrywane będą na Place de la Concorde w Paryżu.

## Zakwalifikowane reprezentacje
Kwalifikację do turnieju podczas Letnich Igrzyskach Olimpijskich 2024 uzyskały trzy najwyżej sklasyfikowane reprezentacje w rankingu FIBA z dnia 1 listopada 2023. Miejsce dla gospodarza zostało wykorzystane przez francuską reprezentację kobiet, która była wyżej sklasyfikowana w rankingu FIBA od reprezentacji mężczyzn. Pozostałe reprezentacje mogły wywalczyć awans w turniejach kwalifikacyjnych:
- W 1. turnieju kwalifikacyjnym (8 uczestników) wzięły udział: reprezentacja Hongkongu (jako gospodarz turnieju) oraz siedem innych reprezentacji wyłonionych na podstawie rankingu FIBA. W zawodach nie mogły wziąć udział reprezentacje, które grały w turnieju koszykówki 5×5 podczas dwóch poprzednich igrzysk olimpijskich (zarówno w turnieju mężczyzn, jak i kobiet). W tym turnieju kwalifikacyjnym nie mogły również zagrać więcej, niż 4 reprezentacje z tej samej strefy kontynentalnej;
- W 2. turnieju kwalifikacyjnym (8 uczestników) wzięły udział: reprezentacja Japonii (jako gospodarz turnieju kwalifikacyjnego), najwyżej sklasyfikowane reprezentacje w mistrzostwach poszczególnych czterech stref kontynentalnych w 2023 oraz trzy najwyżej sklasyfikowane drużyny (które jeszcze nie uzyskały awansu) Mistrzostw Świata 2023;
- Do gry w 3. turnieju kwalifikacyjnym (16 uczestników) uprawnione były: reprezentacja Węgier (gospodarz turnieju) oraz piętnaście najwyżej sklasyfikowanych reprezentacji w rankingu FIBA, które nie uzyskały jeszcze awansu.

| Zawody                           | Data                | Miejsce    | Reprezentacja     |
| -------------------------------- | ------------------- | ---------- | ----------------- |
| Gospodarz                        | –                   | –          | Francja           |
| Ranking FIBA 3×3                 | 1 listopada 2023    | –          | Chiny             |
| Ranking FIBA 3×3                 | 1 listopada 2023    | –          | Stany Zjednoczone |
| Światowe turnieje kwalifikacyjne | 12–14 kwietnia 2024 | Hongkong   | Azerbejdżan       |
| Światowe turnieje kwalifikacyjne | 3–5 maja 2024       | Utsunomiya | Australia         |
| Światowe turnieje kwalifikacyjne | 16–19 maja 2024     | Debreczyn  | Niemcy            |
| Światowe turnieje kwalifikacyjne | 16–19 maja 2024     | Debreczyn  | Hiszpania         |
| Światowe turnieje kwalifikacyjne | 16–19 maja 2024     | Debreczyn  | Kanada            |

### Reprezentacje grające w turniejach kwalifikacyjnych
| Sposób kwalifikacji                  | Sposób kwalifikacji                | Ilość miejsc                       | Reprezentacja                      |
| Turniej kwalifikacyjny w Hongkongu   | Turniej kwalifikacyjny w Hongkongu | Turniej kwalifikacyjny w Hongkongu | Turniej kwalifikacyjny w Hongkongu |
| ------------------------------------ | ---------------------------------- | ---------------------------------- | ---------------------------------- |
| Gospodarz                            | Gospodarz                          | 1                                  | Hongkong                           |
| Ranking FIBA 3×3                     | Ranking FIBA 3×3                   | 7                                  | Węgry                              |
| Ranking FIBA 3×3                     | Ranking FIBA 3×3                   | 7                                  | Holandia                           |
| Ranking FIBA 3×3                     | Ranking FIBA 3×3                   | 7                                  | Azerbejdżan                        |
| Ranking FIBA 3×3                     | Ranking FIBA 3×3                   | 7                                  | Polska                             |
| Ranking FIBA 3×3                     | Ranking FIBA 3×3                   | 7                                  | Egipt                              |
| Ranking FIBA 3×3                     | Ranking FIBA 3×3                   | 7                                  | Mongolia                           |
| Ranking FIBA 3×3                     | Ranking FIBA 3×3                   | 7                                  | Chile                              |
| Turniej kwalifikacyjny w Utsunomiya  |                                    |                                    |                                    |
| Gospodarz                            | Gospodarz                          | 1                                  | Japonia                            |
| Mistrzostwa kontynentalne            | Afryka                             | 1                                  | Kenia                              |
| Mistrzostwa kontynentalne            | Ameryka                            | 1                                  | Brazylia                           |
| Mistrzostwa kontynentalne            | Azja i Oceania                     | 1                                  | Australia                          |
| Mistrzostwa kontynentalne            | Europa                             | 1                                  | Holandia                           |
| Mistrzostwa Świata 2023              | Mistrzostwa Świata 2023            | 3                                  | Niemcy                             |
| Mistrzostwa Świata 2023              | Mistrzostwa Świata 2023            | 3                                  | Kanada                             |
| Mistrzostwa Świata 2023              | Mistrzostwa Świata 2023            | 3                                  | Australia                          |
| Turniej kwalifikacyjny w Debreczynie |                                    |                                    |                                    |
| Gospodarz                            | Gospodarz                          | 1                                  | Węgry                              |
| Ranking FIBA 3×3                     | Ranking FIBA 3×3                   | 15                                 | Egipt                              |
| Ranking FIBA 3×3                     | Ranking FIBA 3×3                   | 15                                 | Tunezja                            |
| Ranking FIBA 3×3                     | Ranking FIBA 3×3                   | 15                                 | Kanada                             |
| Ranking FIBA 3×3                     | Ranking FIBA 3×3                   | 15                                 | Chile                              |
| Ranking FIBA 3×3                     | Ranking FIBA 3×3                   | 15                                 | Japonia                            |
| Ranking FIBA 3×3                     | Ranking FIBA 3×3                   | 15                                 | Mongolia                           |
| Ranking FIBA 3×3                     | Ranking FIBA 3×3                   | 15                                 | Niemcy                             |
| Ranking FIBA 3×3                     | Ranking FIBA 3×3                   | 15                                 | Hiszpania                          |
| Ranking FIBA 3×3                     | Ranking FIBA 3×3                   | 15                                 | Holandia                           |
| Ranking FIBA 3×3                     | Ranking FIBA 3×3                   | 15                                 | Litwa                              |
| Ranking FIBA 3×3                     | Ranking FIBA 3×3                   | 15                                 | Polska                             |
| Ranking FIBA 3×3                     | Ranking FIBA 3×3                   | 15                                 | Czechy                             |
| Ranking FIBA 3×3                     | Ranking FIBA 3×3                   | 15                                 | Włochy                             |
| Ranking FIBA 3×3                     | Ranking FIBA 3×3                   | 15                                 | Izrael                             |
| Ranking FIBA 3×3                     | Ranking FIBA 3×3                   | 15                                 | Ukraina                            |

## System rozgrywek
Faza grupowa rozegrana zostanie w systemie kołowym (każdy z każdym). Do fazy play-off awansuje sześć najlepszych reprezentacji, z czego dwie najwyżej sklasyfikowane uzyskają awans bezpośrednio do półfinałów, a cztery kolejne do ćwierćfinałów. Zwycięzcy półfinałów zagrają mecz o mistrzostwo olimpijskie w finale, a przegrani mecz o brązowy medal.

## Faza grupowa
| Lp. | Drużyna           | M | Z | P | P+  | P–  | +/– | Kwalifikacja |
| --- | ----------------- | - | - | - | --- | --- | --- | ------------ |
| 1   | Niemcy            | 7 | 6 | 1 | 117 | 100 | +17 | Półfinały    |
| 2   | Hiszpania         | 7 | 4 | 3 | 115 | 114 | +1  | Półfinały    |
| 3   | Stany Zjednoczone | 7 | 4 | 3 | 108 | 109 | −1  | Ćwierćfinały |
| 4   | Kanada            | 7 | 4 | 3 | 129 | 112 | +17 | Ćwierćfinały |
| 5   | Australia         | 7 | 4 | 3 | 127 | 122 | +5  | Ćwierćfinały |
| 6   | Chiny             | 7 | 2 | 5 | 107 | 123 | −16 | Ćwierćfinały |
| 7   | Azerbejdżan       | 7 | 2 | 5 | 106 | 123 | −17 |              |
| 8   | Francja           | 7 | 2 | 5 | 99  | 105 | −6  |              |

| 30 lipca 202417:30 | Niemcy                      | 17:13 | Stany Zjednoczone      | Place de la Concorde, Paryż |
| 30 lipca 202417:30 | Pkt: Greinacher, Reichert 5 | 17:13 | Pkt: Hailey Van Lith 6 | Place de la Concorde, Paryż |

| 30 lipca 202418:00 | Australia          | 14:22 | Kanada                    | Place de la Concorde, Paryż |
| 30 lipca 202418:00 | Pkt: Alex Wilson 6 | 14:22 | Pkt: Katherine Plouffe 10 | Place de la Concorde, Paryż |

| 30 lipca 202421:00 | Hiszpania                            | 18:16 | Azerbejdżan           | Place de la Concorde, Paryż |
| 30 lipca 202421:00 | Pkt: Vega Gimeno, Alonso de Armiño 5 | 18:16 | Pkt: Tiffany Hayes 10 | Place de la Concorde, Paryż |

| 30 lipca 202421:30 | Francja                  | 19:21 | Chiny                 | Place de la Concorde, Paryż |
| 30 lipca 202421:30 | Pkt: Hortense Limouzin 6 | 19:21 | Pkt: Chen Mingling 10 | Place de la Concorde, Paryż |

| 31 lipca 202417:30 | Niemcy                  | 19:21 | Australia             | Place de la Concorde, Paryż |
| 31 lipca 202417:30 | Pkt: Sonja Greinacher 9 | 19:21 | Pkt: Marena Whittle 9 | Place de la Concorde, Paryż |

| 31 lipca 202418:00 | Kanada                                | 21:11 | Chiny                | Place de la Concorde, Paryż |
| 31 lipca 202418:00 | Pkt: Paige Crozon, Michelle Plouffe 7 | 21:11 | Pkt: Chen Mingling 5 | Place de la Concorde, Paryż |

| 31 lipca 202421:00 | Francja                 | 12:17 | Hiszpania                | Place de la Concorde, Paryż |
| 31 lipca 202421:00 | Pkt: Trzy zawodniczki 3 | 12:17 | Pkt: Sandra Ygueravide 9 | Place de la Concorde, Paryż |

| 31 lipca 202421:30 | Stany Zjednoczone    | 17:20 | Azerbejdżan           | Place de la Concorde, Paryż |
| 31 lipca 202421:30 | Pkt: Dearica Hamby 7 | 17:20 | Pkt: Tiffany Hayes 11 | Place de la Concorde, Paryż |

| 1 sierpnia 202409:00 | Chiny               | 15:21 | Australia           | Place de la Concorde, Paryż |
| 1 sierpnia 202409:00 | Pkt: Wang Ji Yuan 5 | 15:21 | Pkt: Alex Wilson 11 | Place de la Concorde, Paryż |

| 1 sierpnia 202409:30 | Niemcy                  | 19:15 | Kanada                                     | Place de la Concorde, Paryż |
| 1 sierpnia 202409:30 | Pkt: Sonja Greinacher 8 | 19:15 | Pkt: Katherine Plouffe, Michelle Plouffe 5 | Place de la Concorde, Paryż |

| 1 sierpnia 202412:30 | Azerbejdżan          | 10:15 | Francja                  | Place de la Concorde, Paryż |
| 1 sierpnia 202412:30 | Pkt: Tiffany Hayes 5 | 10:15 | Pkt: Hortense Limouzin 5 | Place de la Concorde, Paryż |

| 1 sierpnia 202413:00 | Stany Zjednoczone   | 15:17 | Australia          | Place de la Concorde, Paryż |
| 1 sierpnia 202413:00 | Pkt: Rhyne Howard 8 | 15:17 | Pkt: Alex Wilson 8 | Place de la Concorde, Paryż |

| 1 sierpnia 202418:00 | Chiny            | 14:11 | Hiszpania             | Place de la Concorde, Paryż |
| 1 sierpnia 202418:00 | Pkt: Wang Lili 5 | 14:11 | Pkt: Juana Camilión 7 | Place de la Concorde, Paryż |

| 1 sierpnia 202418:30 | Niemcy                                    | 12:8 | Azerbejdżan                  | Place de la Concorde, Paryż |
| 1 sierpnia 202418:30 | Pkt: Svenja Brunckhorst, Marie Reichert 4 | 12:8 | Pkt: Alexandra Mollenhauer 3 | Place de la Concorde, Paryż |

| 1 sierpnia 202421:30 | Hiszpania          | 11:17 | Stany Zjednoczone                    | Place de la Concorde, Paryż |
| 1 sierpnia 202421:30 | Pkt: Vega Gimeno 5 | 11:17 | Pkt: Rhyne Howard, Hailey Van Lith 5 | Place de la Concorde, Paryż |

| 1 sierpnia 202422:00 | Kanada                                 | 13:9 | Francja                  | Place de la Concorde, Paryż |
| 1 sierpnia 202422:00 | Pkt: Paige Crozon, Katherine Plouffe 4 | 13:9 | Pkt: Hortense Limouzin 4 | Place de la Concorde, Paryż |

| 2 sierpnia 202409:00 | Chiny                | 15:18 | Niemcy                | Place de la Concorde, Paryż |
| 2 sierpnia 202409:00 | Pkt: Chen Mingling 6 | 15:18 | Pkt: Marie Reichert 7 | Place de la Concorde, Paryż |

| 2 sierpnia 202409:30 | Australia             | 21:12 | Azerbejdżan          | Place de la Concorde, Paryż |
| 2 sierpnia 202409:30 | Pkt: Marena Whittle 8 | 21:12 | Pkt: Tiffany Hayes 6 | Place de la Concorde, Paryż |

| 2 sierpnia 202412:30 | Australia             | 17:21 | Hiszpania                             | Place de la Concorde, Paryż |
| 2 sierpnia 202412:30 | Pkt: Marena Whittle 7 | 17:21 | Pkt: Vega Gimeno, Sandra Ygueravide 9 | Place de la Concorde, Paryż |

| 2 sierpnia 202413:00 | Stany Zjednoczone       | 14:13 | Francja               | Place de la Concorde, Paryż |
| 2 sierpnia 202413:00 | Pkt: Trzy zawodniczki 4 | 14:13 | Pkt: Laëtitia Guapo 5 | Place de la Concorde, Paryż |

| 2 sierpnia 202417:30 | Azerbejdżan           | 21:19 (pd.) | Chiny                | Place de la Concorde, Paryż |
| 2 sierpnia 202417:30 | Pkt: Tiffany Hayes 11 | 21:19 (pd.) | Pkt: Chen Mingling 8 | Place de la Concorde, Paryż |

| 2 sierpnia 202418:00 | Stany Zjednoczone   | 18:17 (pd.) | Kanada                    | Place de la Concorde, Paryż |
| 2 sierpnia 202418:00 | Pkt: Rhyne Howard 8 | 18:17 (pd.) | Pkt: Katherine Plouffe 10 | Place de la Concorde, Paryż |

| 2 sierpnia 202421:00 | Kanada                   | 20:22 (pd.) | Hiszpania                 | Place de la Concorde, Paryż |
| 2 sierpnia 202421:00 | Pkt: Michelle Plouffe 11 | 20:22 (pd.) | Pkt: Sandra Ygueravide 10 | Place de la Concorde, Paryż |

| 2 sierpnia 202421:30 | Francja               | 13:14 | Niemcy                  | Place de la Concorde, Paryż |
| 2 sierpnia 202421:30 | Pkt: Laëtitia Guapo 4 | 13:14 | Pkt: Sonja Greinacher 7 | Place de la Concorde, Paryż |

| 3 sierpnia 202417:30 | Azerbejdżan          | 19:21 | Kanada                  | Place de la Concorde, Paryż |
| 3 sierpnia 202417:30 | Pkt: Tiffany Hayes 9 | 19:21 | Pkt: Michelle Plouffe 8 | Place de la Concorde, Paryż |

| 3 sierpnia 202418:00 | Hiszpania                      | 15:18 | Niemcy                                  | Place de la Concorde, Paryż |
| 3 sierpnia 202418:00 | Pkt: Gracia Alonso de Armiño 5 | 15:18 | Pkt: Sonja Greinacher, Marie Reichert 5 | Place de la Concorde, Paryż |

| 3 sierpnia 202418:35 | Francja               | 18:16 (pd.) | Australia             | Place de la Concorde, Paryż |
| 3 sierpnia 202418:35 | Pkt: Laëtitia Guapo 7 | 18:16 (pd.) | Pkt: Marena Whittle 8 | Place de la Concorde, Paryż |

| 3 sierpnia 202419:05 | Chiny                            | 12:14 | Stany Zjednoczone      | Place de la Concorde, Paryż |
| 3 sierpnia 202419:05 | Pkt: Wan Jiyuan, Zhang Zhiting 4 | 12:14 | Pkt: Hailey Van Lith 6 | Place de la Concorde, Paryż |

## Faza pucharowa
|  | Play-iny          | Play-iny   |                   |          | Półfinały | Półfinały         |                   |  | Finał | Finał |
|  |                   |            |                   |          |           |                   |                   |  |       |       |
|  | 3 sierpnia        |            |                   |          |           |                   |                   |  |       |       |
|  |                   |            |                   |          |           |                   |                   |  |       |       |
|  | Kanada            | 21         |                   |          |           |                   |                   |  |       |       |
|  | Kanada            | 21         | 5 sierpnia        |          |           |                   |                   |  |       |       |
|  | Australia         | 10         |                   |          |           |                   |                   |  |       |       |
|  | Australia         | 10         | Niemcy            | 16       |           |                   |                   |  |       |       |
|  |                   |            | Niemcy            | 16       |           |                   |                   |  |       |       |
|  |                   |            | Kanada            | 15       |           |                   |                   |  |       |       |
|  |                   |            | Kanada            | 15       |           |                   |                   |  |       |       |
|  |                   |            | 5 sierpnia        |          |           |                   |                   |  |       |       |
|  |                   |            |                   |          |           |                   |                   |  |       |       |
|  | Niemcy            | 17         |                   |          |           |                   |                   |  |       |       |
|  | Niemcy            | 17         | 3 sierpnia        |          |           |                   |                   |  |       |       |
|  |                   | Hiszpania  | 16                |          |           |                   |                   |  |       |       |
|  | Stany Zjednoczone | Hiszpania  | 16                | 21       |           |                   |                   |  |       |       |
|  | Stany Zjednoczone | 5 sierpnia |                   | 21       |           |                   |                   |  |       |       |
|  | Chiny             | 13         |                   |          |           |                   |                   |  |       |       |
|  | Chiny             | 13         | Hiszpania         | 18 (pd.) |           |                   |                   |  |       |       |
|  |                   |            | Hiszpania         | 18 (pd.) |           |                   |                   |  |       |       |
|  |                   |            | Stany Zjednoczone | 16       |           | Mecz o 3. miejsce | Mecz o 3. miejsce |  |       |       |
|  |                   |            | Stany Zjednoczone | 16       |           | Mecz o 3. miejsce | Mecz o 3. miejsce |  |       |       |
|  |                   |            | 5 sierpnia        |          |           |                   |                   |  |       |       |
|  |                   |            |                   |          |           |                   |                   |  |       |       |
|  | Kanada            | 13         |                   |          |           |                   |                   |  |       |       |
|  | Kanada            | 13         |                   |          |           |                   |                   |  |       |       |
|  | Stany Zjednoczone | 16         |                   |          |           |                   |                   |  |       |       |
|  | Stany Zjednoczone | 16         |                   |          |           |                   |                   |  |       |       |

### Play-iny
| 3 sierpnia 202421:30 | Kanada      | 21:10 | Australia   | Place de la Concorde, Paryż |
| 3 sierpnia 202421:30 | Pkt:Bosch 9 | 21:10 | Pkt:Maley 4 | Place de la Concorde, Paryż |

| 3 sierpnia 202422:05 | Stany Zjednoczone | 21:13 | Chiny           | Place de la Concorde, Paryż |
| 3 sierpnia 202422:05 | Pkt:Hamby 9       | 21:13 | Pkt:Chen, Wan 4 | Place de la Concorde, Paryż |

### Połfinały
| 5 sierpnia 202417:30 | Hiszpania        | 18:16 (pd.) | Stany Zjednoczone | Place de la Concorde, Paryż |
| 5 sierpnia 202417:30 | Pkt:Ygueravide 9 | 18:16 (pd.) | Pkt:van Lith 8    | Place de la Concorde, Paryż |

| 5 sierpnia 202418:30 | Niemcy            | 16:15 | Kanada                 | Place de la Concorde, Paryż |
| 5 sierpnia 202418:30 | Pkt:Greinacher 11 | 16:15 | Pkt:trzy zawodniczki 4 | Place de la Concorde, Paryż |

### Mecz o 3. miejsce
| 5 sierpnia 202421:00 | Kanada        | 13:16 | Stany Zjednoczone | Place de la Concorde, Paryż |
| 5 sierpnia 202421:00 | Pkt:Plouffe 5 | 13:16 | Pkt:van Lith 6    | Place de la Concorde, Paryż |

### Finał
| 5 sierpnia 202422:00 | Niemcy           | 17:16 | Hiszpania      | Place de la Concorde, Paryż |
| 5 sierpnia 202422:00 | Pkt:Greinacher 5 | 17:16 | Pkt:Camilión 6 | Place de la Concorde, Paryż |